# هاروکا یوشیکی
هاروکا یوشیکی (انگلیسی: Haruka Yoshiki؛ زادهٔ ۱ ژوئیهٔ ۱۹۹۸) است. وی از سال ۲۰۱۲ میلادی تاکنون مشغول فعالیت بوده‌است.